# Saison 8 des Simpson
Vous lisez un « bon article » labellisé en 2013.
Chronologie
Saison 7 Saison 9
La huitième saison des Simpson est diffusée pour la première fois aux États-Unis par la Fox entre le 27 octobre 1996 et le 18 mai 1997. En France, elle est diffusée du 20 septembre 1997 au 7 mars 1998 et rediffusée en 2003 sur Canal+, et depuis septembre 2006 sur W9. En Belgique, elle est diffusée du 30 septembre au 3 novembre 1998 sur Club RTL. En Suisse, elle était diffusée sur TSR1. Les show runners de cette saison sont Bill Oakley et Josh Weinstein, qui produisent vingt-trois épisodes sur vingt-cinq. Deux épisodes de cette saison font partie de la production de la saison précédente, et deux autres sont produits par Al Jean et Mike Reiss.
La saison est proposée pour quatre Emmy Awards, et en remporte deux. L'épisode La Phobie d'Homer remporte un Annie Award, un WAC Award et un prix GLAAD Media. Le coffret DVD de la saison sort en région 1 le 15 août 2006, en région 2 le 2 octobre et le 27 septembre de la même année en région 4.

## Production

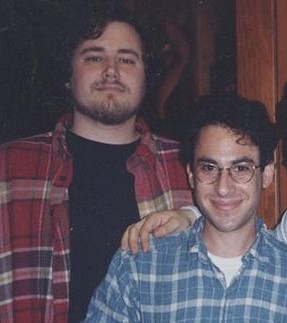
Bill Oakley et Josh Weinstein, show runners de la saison.

Les scénaristes Bill Oakley et Josh Weinstein, qui participent à l'écriture d'épisodes lors des saisons précédentes, sont pour la deuxième fois les show runners de la série. Les épisodes Un monde trop parfait et Le Mystérieux Voyage d'Homer diffusés lors de cette saison, sont produits pendant la saison précédente,. La Fox ayant commandé la production de vingt-cinq épisodes, ce qui paraît impossible pour les producteurs, les anciens show runners Mike Reiss et Al Jean, reviennent pour produire deux épisodes, Aux frontières du réel et Shary Bobbins, afin de libérer un peu l'équipe.
Ian Maxtone-Graham, Steve Young, Reid Harrison, Ron Hauge et Donick Cary écrivent tous leur premier scénario lors de cette saison. Chuck Sheetz, Pete Michels et Neil Affleck réalisent quant à eux leur premier épisode,,. La plupart des scénaristes de la série reste pour la saison suivante, à l'exception de Mike Reiss et Jonathan Collier, qui écrivent leur dernier épisode durant celle-ci.
En août 1996, les programmes de la Fox, dont Les Simpson, sont jugés trop provocants par la FCC et il est demandé à Matt Groening de créer une nouvelle série mettant en lumière un personnage des Simpson qui pourrait donner « le bon exemple »,. Il invente donc une série autour de Ned Flanders et de sa famille. Le premier épisode de celle-ci devait être diffusé pendant le mois d'avril 1997, mais finalement la Fox, craignant que Les Flanders fassent de l'ombre aux Simpson, l'annule et décide que la huitième saison des Simpson traitera davantage de sujets sérieux comme l'homosexualité, le divorce ou encore le racisme,.
L'un des épisodes les plus marquants de l'ensemble du travail de Bill Oakley et Josh Weistein en tant que show runners de l'émission, se trouve dans cette saison. Il s'agit de L'Ennemi d'Homer. L'idée est à l'origine celle de Bill Oakley qui veut que Homer ait un ennemi récurrent. Cette idée évolue au concept d'un collègue « du monde réel », Frank Grimes, qui déteste Homer à cause de sa paresse, de son ignorance et de son succès immérité. Homer est dépeint dans l'épisode comme un homme ordinaire qui incarne le rêve américain ; ainsi, ses défauts et sa stupidité sont mis en avant dans plusieurs scènes,. À la fin de l'épisode, le travailleur persévérant et « véritable héros américain » qu'est Frank Grimes, est relégué au rôle de l'antagoniste et le spectateur se trouve être heureux que Homer ressorte victorieux de leur confrontation. Lorsque l'épisode est diffusé pour la première fois, de nombreux adeptes de la série pensent qu'il est trop sombre, pas drôle et que Homer y est dépeint comme trop mal élevé. Josh Weinstein explique plus tard que cet épisode est l'un des plus controversés des saisons qu'il a produites car il implique une observation aiguë de l'humour que la plupart des « fans n'ont pas eue ». Il ajoute qu'il s'agit d'un « fossé des générations », dans le sens où l'épisode est rejeté par les spectateurs de l'époque alors qu'il est devenu l'un des épisodes préférés des fans qui ont grandi avec la série.
Malgré le peu d'interférences qui existent entre les producteurs de la série et les responsables de la chaîne, lors de cette saison un producteur délégué de la chaîne demande à Oakley et Weinstein de créer un nouveau personnage qui vivra avec la famille Simpson, afin de « rajeunir l'émission ». L'équipe refuse le projet et crée à la place l'épisode Itchy, Scratchy et Poochie, introduisant le personnage de Roy dans la famille Simpson, comme clin d'œil à la demande des producteurs de la chaîne. La censure du réseau Fox est elle aussi très rare : la procédure habituelle consiste à envoyer le script de chaque épisode à la censure, celui-ci revenant avec des annotations faisant référence à chaque réplique qui peut poser un problème. L'épisode La Phobie d'Homer a échappé à la censure. Le script est revenu de celle-ci avec deux pages de notes à propos de quasiment toutes les répliques. L'utilisation du mot « gay », et même le débat autour de l'homosexualité en général, ne plaît pas à la censure. Les deux pages se finissent sur un paragraphe indiquant que « le sujet et la substance de cet épisode sont impossibles à diffuser ». Mais alors que l'épisode revient des studios d'animation en Corée du Sud, le président de la Fox vient juste de se faire licencier et remplacer, tout comme la censure. Finalement, les nouveaux censeurs retournent l'épisode avec une seule note « diffusion possible ». C'est aussi durant cette saison que les Van Houten, les parents de Milhouse, divorcent.
La saison est diffusée pour la première fois aux États-Unis par la Fox entre le 27 octobre 1996 et le 18 mai 1997. En France, elle est diffusée du 20 septembre 1997 au 7 mars 1998 sur Canal+,. Au niveau du doublage français, il est à noter que, pour des raisons inconnues, Gilbert Levy, voix entre autres de Moe, Willie et Cletus, est remplacé pour plusieurs épisodes. Cette saison marque aussi l'apparition des personnages suivants : Chase, Database, Dr Foster, Frank Grimes, Jimmy l'Embrouille et Cecil Terwilliger.

## Accueil

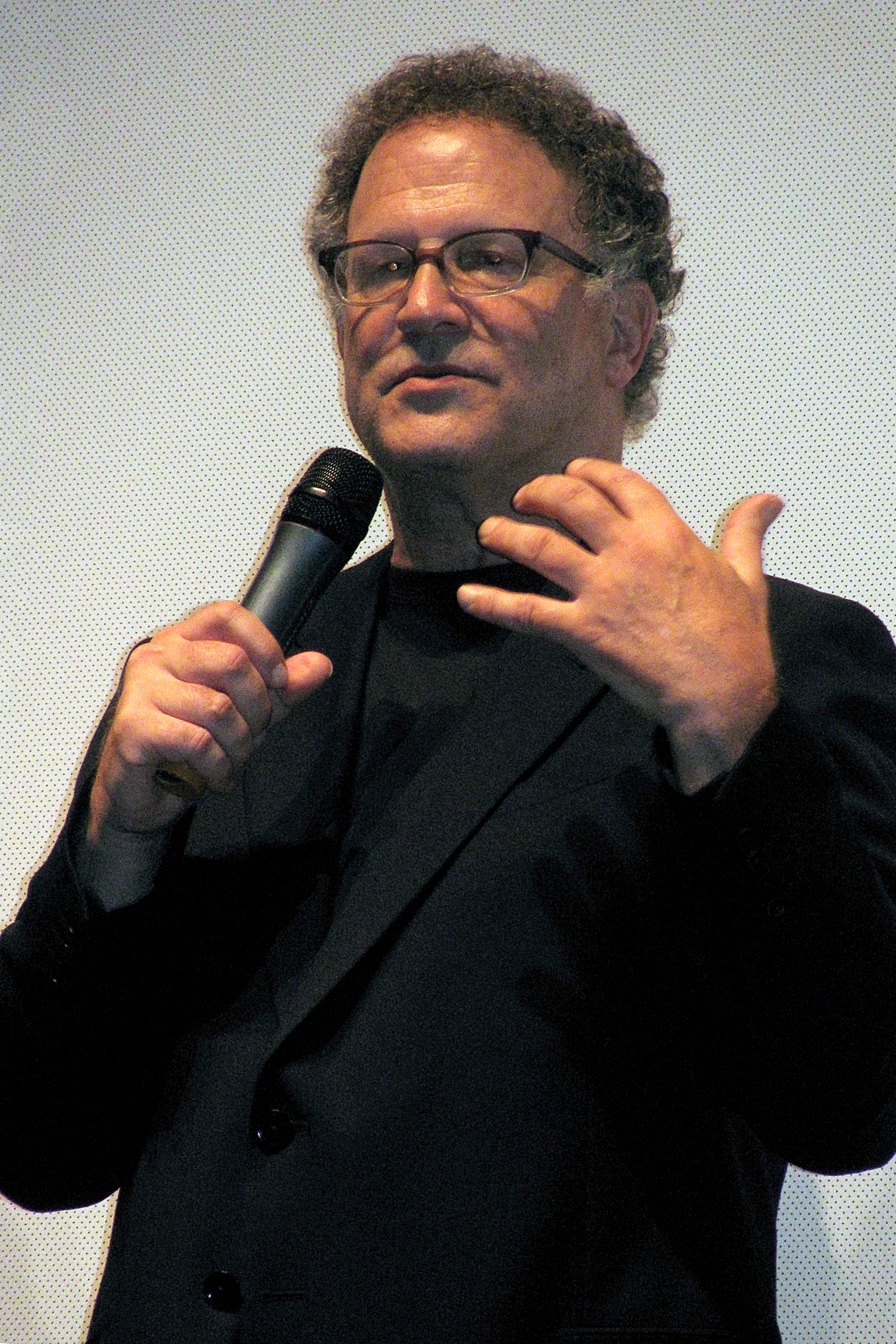
Albert Brooks prête sa voix à Hank Scorpio dans l'épisode Un monde trop parfait. Sa contribution est jugée comme la meilleure de toute l'histoire des Simpson et l'épisode comme le meilleur de la saison.

La saison est bien accueillie par les critiques et est jugée comme l'une des plus sérieuses et des plus sombres. L'épisode Un monde trop parfait prend la place du meilleur épisode de cette saison dans le classement des meilleurs épisodes des vingt premières saisons, effectué par le site IGN en 2010. Il y est décrit comme un « magnifique exemple de construction lente de la situation comique » et comme « un épisode incroyable » qui pourrait facilement occuper une bonne place dans le classement des meilleurs épisodes des Simpson de tous les temps s'il existait. Le même site web dresse la liste des vingt-cinq meilleures apparitions de célébrités de toute l'histoire de la série, classant Johnny Cash à la quatorzième place, Leonard Nimoy à la onzième, John Waters à la neuvième, Jon Lovitz à la huitième et Albert Brooks à la première. La liste des vingt-cinq meilleurs épisodes de la série proposée par le magazine Entertainment Weekly en 2003 en comprend trois provenant de cette saison : La Phobie d'Homer, Les Vrais-Faux Simpson, Itchy, Scratchy et Poochie, qui apparaissent respectivement aux cinquième, dix-neuvième et vingt-troisième places.
Simpson Horror Show VII, le premier épisode de la saison, termine à la trente-et-unième place au niveau des audiences américaines de la semaine du 21 au 27 octobre 1996 avec une note de 10,5 sur l'échelle de Nielsen. C'est le troisième programme de la FOX le mieux noté de la semaine, derrière Millennium et X-Files : Aux frontières du réel. Le dernier épisode de la saison, La Guerre secrète de Lisa Simpson, termine à la quarante-septième place avec une note de 8,3 et à la deuxième place des programmes de la FOX de la semaine. La note moyenne de la saison est de 8,7, le maximum de 11,7 étant obtenu avec l'épisode Aux frontières du réel et le minimum de 7,3 avec l'épisode Les Vrais-Faux Simpson.
Cette saison réunit une moyenne de 15,98 millions de téléspectateurs pour chaque épisode aux États-Unis. L'épisode Aux frontières du réel, avec ses 20,4 millions de téléspectateurs, est l'épisode qui est le plus regardé lors de cette saison.
Au niveau des récompenses, la saison reçoit quatre nominations aux Emmy Awards et en remporte deux. L'épisode La Phobie d'Homer reçoit le prix du meilleur programme d'animation et Alf Clausen et Ken Keeler reçoivent l'Emmy des meilleures musique et paroles pour la chanson We Put the Spring in Springfield de l'épisode Bart chez les dames. Alf Clausen est aussi nommé dans la catégorie de la meilleure direction musicale pour l'épisode Shary Bobbins et l'épisode Les Frères ennemis est nommé dans la catégorie meilleur mixage du son pour une série comique ou un programme spécial. L'épisode La Phobie d'Homer remporte aussi l'Annie Award et le WAC Award de la meilleure réalisation. L'épisode obtient aussi de la part de l'alliance gay et lesbienne contre la diffamation le prix GLAAD Media du meilleur épisode télévisé.

## Épisodes
| № | #  | Titre                                                                                              | Réalisation       | Scénario                                                  | Première diffusion                | Code de prod. | Audience (en millions) |
| --- | -- | -------------------------------------------------------------------------------------------------- | ----------------- | --------------------------------------------------------- | --------------------------------- | ------------- | ---------------------- |
| 154 | 1  | Simpson Horror Show VII (Le Spécial Halloween des Simpson VII) Treehouse of Horror VII             | Mike B. Anderson  | Ken Keeler, Dan Greaney et David S. Cohen                 | 27 octobre 1996 1er novembre 1997 | 4F02          | 18,3                   |
| La Chose et moi : Les enfants sont réveillés par du bruit venant du grenier. Le lendemain, ils découvrent Hugo, le frère siamois de Bart, que les parents ont caché depuis sa naissance. L'Éprouvette de la genèse : Pour son travail de science, Lisa plonge sa dent dans un bol de boisson gazeuse. Le jour suivant, elle découvre au microscope un univers minuscule qui évolue à très grande vitesse. Citizen Kang : Après avoir capturé Homer, Kang et Kodos lui expliquent qu'ils veulent envahir la Terre et lui demandent de les conduire auprès du chef de la planète. Il les emmène donc à la Maison-Blanche, où a lieu la campagne électorale entre Bill Clinton et Bob Dole. Les deux extraterrestres les capturent et les dupliquent afin de se faire passer pour eux... |    | |                   |                                                           |                                   |               |                        |
| 155 | 2  | Un monde trop parfait You Only Move Twice                                                          | Mike B. Anderson  | John Swartzwelder                                         | 3 novembre 1996 27 septembre 1997 | 3F23          | 13,9                   |
| Homer, grâce à son expérience dans le milieu nucléaire, est embauché à la Globex Corporation, avec un salaire et un poste plus intéressants. Sa famille doit déménager à Cypress Creek, une ville conçue pour les employés de cette entreprise. Alors que tout va bien pour Homer et son nouveau patron, Hank Scorpio, Marge, Lisa et Bart vivent mal leur nouvelle situation... |    | |                   |                                                           |                                   |               |                        |
| 156 | 3  | Le Roi du ring The Homer They Fall                                                                 | Mark Kirkland     | Jonathan Collier                                          | 10 novembre 1996 11 octobre 1997  | 4F03          | 17,0                   |
| En expliquant à leurs pères le comportement de Jimbo, Kearney et Dolph vis-à-vis de son fils, Homer essuie les coups de poing de ces derniers. Moe, témoin de la scène, trouve qu'Homer a bien encaissé les coups et lui propose de devenir boxeur. Il accepte et le barman devient son manager et entraîneur et lui fait rencontrer plusieurs adversaires... |    | |                   |                                                           |                                   |               |                        |
| 157 | 4  | Le Fils indigne de M. Burns Burns, Baby Burns                                                      | Jim Reardon       | Ian Maxtone-Graham                                        | 17 novembre 1996 20 décembre 1997 | 4F05          | 12,6                   |
| Alors que le train de M. Burns est bloqué, un vendeur de souvenirs tente de vendre ses produits aux passagers. Il voit alors M. Burns qu'il reconnaît immédiatement. Arrivé au manoir du milliardaire en auto-stop en compagnie des Simpson, il se présente à lui comme étant son fils, Larry. M. Burns, pas fier du comportement de son fils qui est grossier et fêtard, le met à la porte. Larry se fait alors recueillir par Homer, qui lui propose de simuler son enlèvement pour que son père lui prouve son amour... |    | |                   |                                                           |                                   |               |                        |
| 158 | 5  | Bart chez les dames Bart After Dark                                                                | Dominic Polcino   | Richard Appel                                             | 24 novembre 1996 8 novembre 1997  | 4F06          | 14,1                   |
| Lisa et Marge partent nettoyer la plage à la suite d'une marée noire. Homer et Bart restent donc seuls à la maison. Le lendemain, en tentant de récupérer son avion électronique coincé sur le toit d'une maison, Bart casse une gargouille de grande valeur. La sombre propriétaire des lieux demande à Homer de punir son fils. Il lui ordonne donc d'aller faire des petits travaux dans ce manoir pour rembourser sa dette. Il s'avère que cette « Maison Derrière » est une boîte de striptease... |    | |                   |                                                           |                                   |               |                        |
| 159 | 6  | Un Milhouse pour deux A Milhouse Divided                                                           | Steven Dean Moore | Steve Tompkins                                            | 1er décembre 1996 25 octobre 1997 | 4F04          | 12,8                   |
| Marge organise un dîner avec plusieurs amis. Les parents de Milhouse n'arrêtent pas de se disputer pendant toute la soirée. Finalement, Luann demande le divorce à son mari. Kirk, désespéré par la situation, tente de surmonter son célibat forcé en se faisant un nom dans le monde de la chanson. Milhouse vit très mal la séparation de ses parents... |    | |                   |                                                           |                                   |               |                        |
| 160 | 7  | Le Gros Petit Ami de Lisa Lisa's Date with Density                                                 | Susie Dietter     | Mike Scully                                               | 15 décembre 1996 4 octobre 1997   | 4F01          | /                      |
| Lisa se rend compte que le côté loubard de Nelson l'attire et qu'elle est amoureuse de lui. Elle l'invite alors à venir chez elle après les cours. Milhouse, très jaloux, fait tout pour les séparer. Pendant ce temps, Homer trouve un automaphone et s'en sert pour démarcher les habitants de Springfield par téléphone et les arnaquer... |    | |                   |                                                           |                                   |               |                        |
| 161 | 8  | Une crise de Ned Hurricane Neddy                                                                   | Bob Anderson      | Steve Young                                               | 29 décembre 1996 15 novembre 1997 | 4F07          | /                      |
| Après le passage de l'ouragan Barbara, prédit par Lisa, les Simpson ne déplorent aucun dégât alors que les Flanders découvrent leur maison en ruines. N'ayant pas contracté d'assurance, Ned et sa famille se retrouvent à la rue et sont hébergés dans l'église. Pendant ce temps, les habitants de Springfield leur préparent une surprise en reconstruisant leur maison. Malheureusement, celle-ci s'effondre une nouvelle fois, provoquant le courroux de Ned. Ce dernier décide alors de se rendre dans un hôpital psychiatrique afin de suivre une thérapie pour résoudre son irascibilité... |    | |                   |                                                           |                                   |               |                        |
| 162 | 9  | Le Mystérieux Voyage d'Homer El Viaje Misterioso de Nuestro Jomer (The Mysterious Voyage of Homer) | Jim Reardon       | Ken Keeler                                                | 5 janvier 1997 18 octobre 1997    | 3F24          | 14,9                   |
| Lors du grand concours annuel du meilleur chili con carne de Springfield, Homer, réputé comme l'homme à l'« estomac à l'épreuve du feu », goûte plusieurs chilis et n'est satisfait d'aucun, jusqu'à ce qu'il goûte celui du Chef Wiggum dans lequel ce dernier avait ajouté un ingrédient spécial, le piment de Quetzlzacatenango. Après avoir absorbé le plat du policier, Homer se met à halluciner et se retrouve dans un désert où il rencontre un coyote qui parle. L'animal lui demande de retrouver son âme sœur. Après son réveil, Homer part en quête de celle-ci... |    | |                   |                                                           |                                   |               |                        |
| 163 | 10 | Aux frontières du réel (Aux frontières du réel, Homer continue) The Springfield Files              | Steven Dean Moore | Reid Harrison                                             | 12 janvier 1997 20 septembre 1997 | 3G01          | 20,9                   |
| Sur le chemin du retour de la taverne de Moe, Homer, un peu éméché, rencontre dans les bois une étrange créature entourée d'un halo vert phosphorescent. Il raconte alors à tout le monde qu'il a vu un extraterrestre et qu'il réapparaît au même endroit tous les vendredis soirs. Parallèlement, les agents du FBI spécialisés dans les phénomènes paranormaux, notamment l'ufologie, Fox Mulder et Dana Scully se rendent à Springfield pour élucider l'affaire... |    | |                   |                                                           |                                   |               |                        |
| 164 | 11 | Pour quelques bretzels de plus The Twisted World of Marge Simpson                                  | Chuck Sheetz      | Jennifer Crittenden                                       | 19 janvier 1997 22 novembre 1997  | 4F08          | 14,0                   |
| Après une réunion mouvementée dans son club d'investissement et à la suite d'une proposition d'Helen Lovejoy, Marge décide de le quitter et de battre ses anciennes amies en reprenant un commerce franchisé de bretzels à son nom. La vente des petits pains allemands n'est pas aussi bonne que Marge espérait, jusqu'à ce que Homer s'en occupe... |    | |                   |                                                           |                                   |               |                        |
| 165 | 12 | La Montagne en folie Mountain of Madness                                                           | Mark Kirkland     | John Swartzwelder                                         | 2 février 1997 6 décembre 1997    | 4F10          | 9,1                    |
| M. Burns décide d'organiser une course en montagne pour apprendre à ses employés à travailler en équipe. La dernière équipe sera renvoyée. Homer se retrouve à être le binôme du milliardaire et Smithers se retrouve seul. Après avoir triché et être arrivés bons premiers au refuge, M. Burns et Homer déclenchent sans le savoir une avalanche qui les retient prisonniers... |    | |                   |                                                           |                                   |               |                        |
| 166 | 13 | Shary Bobbins Simpsoncalifragilisticexpiala(Annoyed Grunt)cious                                    | Chuck Sheetz      | Al Jean et Mike Reiss                                     | 7 février 1997 27 décembre 1997   | 3G03          | 17,7                   |
| À force de s'occuper de tout à la maison, Marge se rend compte qu'elle perd ses cheveux et qu'il faut qu'elle se repose. Elle décide alors d'embaucher une nourrice. Shary Bobbins postule à l'offre et Marge l'embauche. Il s'avère qu'en plus d'être une bonne nounou, elle a quelques petits pouvoirs magiques... |    | |                   |                                                           |                                   |               |                        |
| 167 | 14 | Itchy, Scratchy et Poochie The Itchy & Scratchy & Poochie Show                                     | Steven Dean Moore | David S. Cohen                                            | 9 février 1997 3 janvier 1998     | 4F12          | 15,5                   |
| Le Itchy et Scratchy Show fait dégringoler l'audience du Krusty Show. Krusty propose alors à George Meyers d'améliorer son dessin animé afin de reconquérir les fans. Après quelques réflexions, il crée le personnage de Poochie, un chien arrogant et branché, afin de rajeunir la série. Homer est sélectionné pour prêter sa voix au nouveau compagnon d'Itchy et Scratchy... |    | |                   |                                                           |                                   |               |                        |
| 168 | 15 | La Phobie d'Homer Homer's Phobia                                                                   | Mike B. Anderson  | Ron Hauge                                                 | 2 mars 1997 13 décembre 1997      | 4F11          | 15,3                   |
| Les Simpson font la rencontre de John, le gérant d'un magasin d'antiquités. Homer l'invite pour qu'il repère tout ce qu'il y a de kitsch dans sa maison et qu'il pourrait lui vendre. Les deux hommes s'entendent à merveille, jusqu'au jour où Marge apprend à son mari que John est homosexuel. Homer ne veut alors plus le fréquenter, mais sa famille continue de le voir... |    | |                   |                                                           |                                   |               |                        |
| 169 | 16 | Les Frères ennemis Brother from Another Series                                                     | Pete Michels      | Ken Keeler                                                | 23 février 1997 10 janvier 1998   | 4F14          | 15,1                   |
| Tahiti Bob, malgré les manifestations contre sa libération, sort de prison pour participer au programme de travail en liberté grâce à son frère Cécil, qui lui propose de travailler pour lui à la construction du futur barrage de Springfield. Méfiant, Bart l'espionne... |    | |                   |                                                           |                                   |               |                        |
| 170 | 17 | À bas la baby-sitter ! (À bas les baby-sitters !) My Sister, My Sitter                             | Jim Reardon       | Dan Greaney                                               | 16 février 1997 17 janvier 1998   | 4F13          | 15,1                   |
| Lisa se propose pour garder les enfants de son quartier mais, à cause de son âge, elle est peu sollicitée, jusqu'au jour où elle montre de quoi elle est capable en gardant les enfants Flanders. Elle gagne alors peu à peu la confiance des habitants de Springfield et n'arrête plus de travailler. Homer et Marge demandent à Lisa de garder son frère et sa sœur durant son absence. Humilié, Bart va tout faire pour lui faire passer la pire soirée de sa vie et ternir sa réputation... |    | |                   |                                                           |                                   |               |                        |
| 171 | 18 | Homer, le baron de la bière Homer vs. the Eighteenth Amendment                                     | Bob Anderson      | John Swartzwelder                                         | 16 mars 1997 24 janvier 1998      | 4F15          | 14,6                   |
| Lors du défilé de la Saint-Patrick, la bière coule à flots, si bien que Bart est retrouvé ivre. Cet événement crée la polémique et de nombreux habitants demandent le retour de la prohibition. Pour lutter contre cette interdiction et approvisionner le bar, Homer, Moe et Bart mettent en place un réseau secret... |    | |                   |                                                           |                                   |               |                        |
| 172 | 19 | L'Amour pédagogique (L'Amour pédagogique !) Grade School Confidential                              | Susie Dietter     | Rachel Pulido                                             | 6 avril 1997 29 novembre 1997     | 4F09          | 13,3                   |
| Martin invite toute sa classe, ainsi que Mme Krapabelle et M. Skinner, à fêter son anniversaire. Alors que tous les enfants, sauf Bart et Lisa, sont victimes d'une intoxication alimentaire, Edna et Seymour se retrouvent dans une maison pour enfants dans le jardin. Les deux commencent à s'embrasser sous les yeux de Bart. Afin de l'empêcher de tout raconter, le nouveau couple lui propose d'échanger son dossier scolaire... |    | |                   |                                                           |                                   |               |                        |
| 173 | 20 | Un chien de ma chienne The Canine Mutiny                                                           | Dominic Polcino   | Ron Hauge                                                 | 20 avril 1997 31 janvier 1998     | 4F16          | /                      |
| Grâce à un courrier qu'il a volé, Bart obtient une carte de crédit en utilisant le nom de son chien. Une fois reçue, il tente de l'utiliser pour acheter des bandes dessinées, mais le vendeur n'accepte pas sa carte car ce n'est pas son véritable nom qui est écrit dessus. Bart se rend alors compte qu'il peut se servir de sa carte en achetant par correspondance plein de cadeaux pour lui et sa famille. Un jour, il achète même un colley... |    | |                   |                                                           |                                   |               |                        |
| 174 | 21 | Le Vieil Homme et Lisa The Old Man and the Lisa                                                    | Mark Kirkland     | John Swartzwelder                                         | 13 avril 1997 7 février 1998      | 4F17          | 14,0                   |
| Les avocats de M. Burns l'informent qu'ayant fait de mauvais placements, il est ruiné. Après avoir perdu sa maison et la centrale nucléaire, il demande à Lisa de lui donner des conseils afin de refaire fortune. Celle-ci lui propose d'échanger les canettes qu'il ramasse par terre contre de l'argent. Le vieil homme se lance alors dans une entreprise de recyclage... |    | |                   |                                                           |                                   |               |                        |
| 175 | 22 | Je crois en Marge In Marge We Trust                                                                | Steven Dean Moore | Donick Cary                                               | 27 avril 1997 14 février 1998     | 4F18          | 16,9                   |
| Les sermons du Révérend Lovejoy endormant tout le monde, Marge conseille à ce dernier d'être plus à l'écoute de ses ouailles. Lovejoy propose alors à Marge de l'aider en répondant aux appels de l'église. Pendant ce temps, à la décharge, Homer et les enfants trouve un mystérieux emballage japonais avec la tête d'Homer dessus. Les trois enquêtent sur cette énigme... |    | |                   |                                                           |                                   |               |                        |
| 176 | 23 | L'Ennemi d'Homer Homer's Enemy                                                                     | Jim Reardon       | John Swartzwelder                                         | 4 mai 1997 21 février 1998        | 4F19          | 11,8                   |
| À la suite du reportage qui retrace la vie difficile de Frank Grimes, M. Burns l'engage à la centrale. Bart, de son côté, achète aux enchères une usine et emploie Milhouse comme gardien de nuit. Très vite, Grimes va être exaspéré par Homer, qui est tout l'opposé de lui, et va en faire son ennemi juré... |    | |                   |                                                           |                                   |               |                        |
| 177 | 24 | Les Vrais-Faux Simpson The Simpsons Spin-Off Showcase                                              | Neil Affleck      | Ken Keeler, David S. Cohen, Dan Greaney et Steve Tompkins | 11 mai 1997 28 février 1998       | 4F20          | 11,6                   |
| Troy McClure nous présente trois épisodes de séries dérivées des Simpson, une dans laquelle le Chef Wiggum est détective privé à La Nouvelle-Orléans, une autre où Abraham Simpson donne des conseils en amour à Moe Szyslak à l'aide d'une machine qui mesure les prouesses amoureuses, et enfin L'Heure du sourire, une émission de variétés sur les Simpson présentée par Kent Brockman... |    | |                   |                                                           |                                   |               |                        |
| 178 | 25 | La Guerre secrète de Lisa Simpson The Secret War of Lisa Simpson                                   | Mike B. Anderson  | Richard Appel                                             | 18 mai 1997 7 mars 1998           | 4F21          | 12,7                   |
| Lisa est lassée par le programme des cours qu'elle trouve trop simple et Bart a créé une onde de choc qui a tout détruit sur son passage. Homer et Marge décident alors de l'envoyer à l'école militaire. Sur place, Lisa, qui aime la discipline, demande à rester elle aussi afin de suivre ces cours... |    | |                   |                                                           |                                   |               |                        |

## Invités

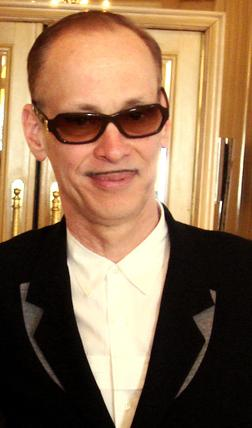
John Waters prête sa voix à John, l'ami gay des Simpson, dans La Phobie d'Homer.

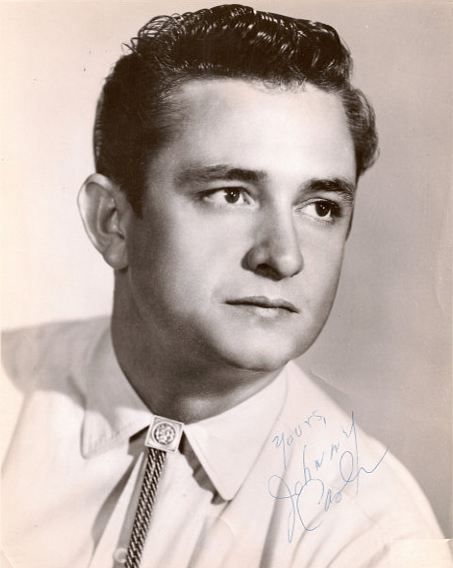
Johnny Cash prête sa voix au coyote dans l'épisode Le Mystérieux Voyage d'Homer.

La série Les Simpson fait souvent appel à des guest stars afin qu'elles prêtent leur voix à un personnage ou qu'elles interprètent leur propre rôle. Vingt célébrités font partie du casting de cette huitième saison. Dans le premier épisode intitulé Simpson Horror Show VII, deux hommes politiques américains, Bill Clinton et Bob Dole, interviennent, respectivement doublés par Phil Hartman et Harry Shearer. Dans Un monde trop parfait, l'acteur et réalisateur américain Albert Brooks prête sa voix au patron d'Homer, Hank Scorpio. Cette intervention est jugée par les fans comme la meilleure de toute l'histoire de la série. Le générique du même épisode, Scorpio, ainsi que celui de l'épisode suivant, Le Roi du ring, People, sont interprétés par la chanteuse et actrice ayant notamment fait partie du casting de Grease, Sally Stevens,. Dans cet épisode, le commentateur sportif spécialisé dans les matchs de boxe et de catch, Michael Buffer, interprète son propre rôle et Paul Winfield celui de Lucius Sweet. Le fils de M. Burns, Larry, dans Le Fils indigne de M. Burns, est doublé par l'acteur Rodney Dangerfield. Le chanteur de country Johnny Cash est appelé pour doubler le coyote du rêve d'Homer dans l'épisode Le Mystérieux Voyage d'Homer.
Dana Scully et Fox Mulder, les agents du FBI de la série X-Files qui apparaissent dans l'épisode Aux frontières du réel, sont doublés par les acteurs qui tiennent habituellement leurs rôles, Gillian Anderson et David Duchovny. Il est à noter que dans la version française, ces deux personnages ont leurs voix habituelles, à savoir celles de Georges Caudron et Caroline Beaune. Le même épisode marque une courte intervention, comme pour beaucoup d'épisodes « paranormaux » de la série, de Leonard Nimoy. Dans l'épisode La Phobie d'Homer, John l'ami gay de la famille Simpson est interprété par le réalisateur et acteur américain, ouvertement gay et défenseur des droits LGBT, John Waters. L'épisode Les Frères ennemis, marque la première apparition de Cécil Terwilliger, le frère de Tahiti Bob, doublé par David Hyde Pierce.

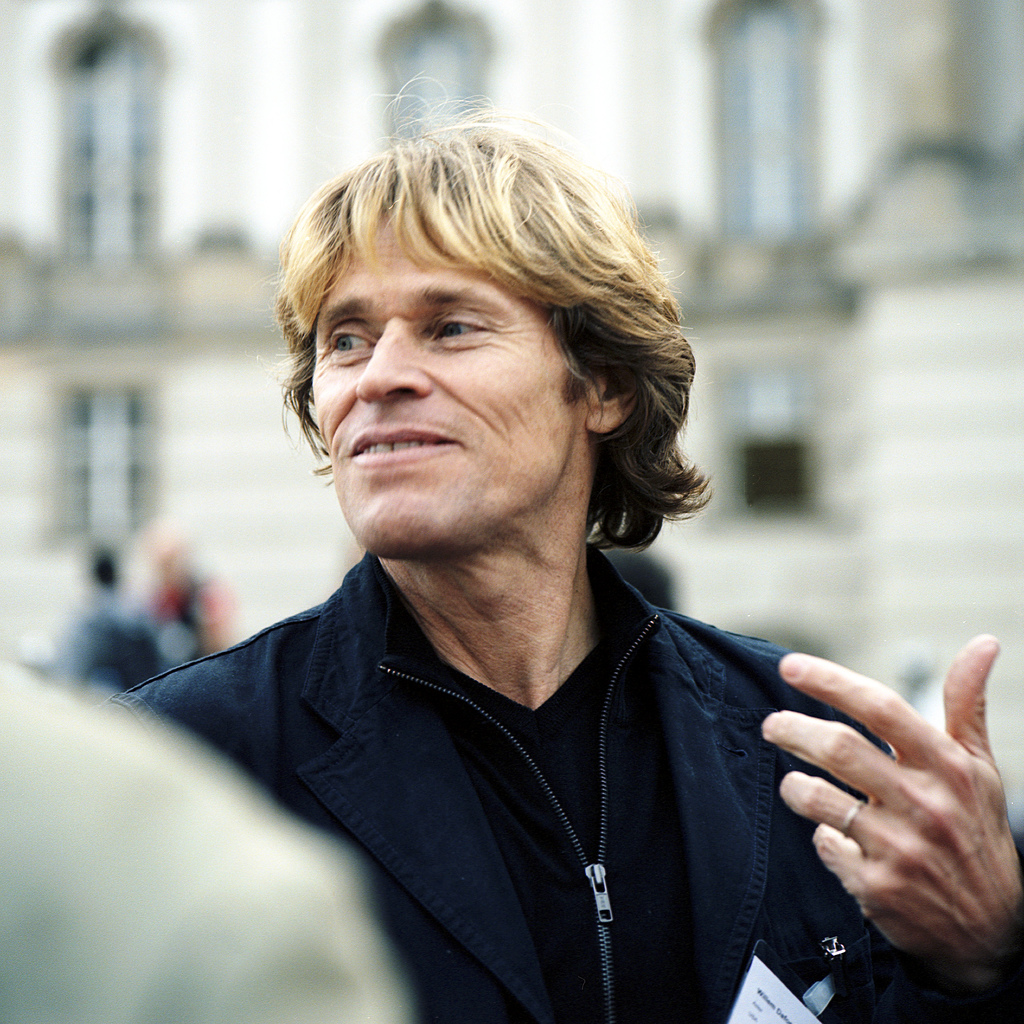
Willem Dafoe interprète le commandant dans l'épisode La Guerre secrète de Lisa Simpson.

Rex Banner, le détective privé, apparaît pour la première fois dans l'épisode Homer, le baron de la bière et Dave Thomas lui prête sa voix. Le catcheur canadien Bret Hart interprète son propre rôle dans Le Vieil Homme et Lisa. L'épisode Je crois en Marge comprenant des séquences en japonais, les acteurs Denice Kumagai, Karen Maruyama, Sab Shimono et Gedde Watanabe, tous d'origine japonaise, sont appelés pour faire partie de la distribution. Les acteurs Tim Conway et Gailard Sartain prêtent leurs voix respectivement à son propre personnage et à Charles Daddy dans l'épisode Les Vrais-Faux Simpson. Enfin, le dernier épisode La Guerre secrète de Lisa Simpson contient l'intervention de Willem Dafoe dans le rôle du commandant.

## Sortie VHS et DVD
Depuis la cinquième saison, les saisons des Simpson ne sortent plus en coffret VHS. Malgré cela, quelques épisodes apparaissent dans des cassettes de compilations. Ainsi, l'épisode Aux frontières du réel est présent dans la compilation Les Dossiers secrets des Simpson sortie en 1998. La cassette Sexe, mensonges et les Simpson sortie en 1999 contient l'épisode Bart chez les dames. En janvier de l'année suivante, l'épisode La Guerre secrète de Lisa Simpson sort dans la compilation Bart Wars, les Simpson contre-attaquent. La Flemme olympique sort en août 2000 et contient l'épisode Le Roi du ring. Enfin, en 2003, la compilation Horror Show contient l'épisode spécial Halloween de cette saison.
La huitième saison est commercialisée par la 20th Century Studios Home Entertainment aux États-Unis et au Canada en août 2006. Le coffret contient des bonus, des animatiques, des commentaires pour chaque épisode, et bien plus encore. Comme pour le DVD de la saison précédente, le coffret de cette saison sort en deux formats différents, le format rectangulaire habituel et une « édition collector limité » dont la forme reprend celle de la coiffure de Maggie.
| L'intégrale de la saison 8 | | | | |
| Détails, | Détails, | Détails, | Détails, | Caractéristiques, |
| - 25 épisodes - 4 disques - Aspect ratio 1.33:1 - Langues : - Anglais (Dolby Digital 5.1, avec sous-titres) - Français (Dolby Digital) - Espagnol (Dolby Digital, avec sous-titres) | - 25 épisodes - 4 disques - Aspect ratio 1.33:1 - Langues : - Anglais (Dolby Digital 5.1, avec sous-titres) - Français (Dolby Digital) - Espagnol (Dolby Digital, avec sous-titres) | - 25 épisodes - 4 disques - Aspect ratio 1.33:1 - Langues : - Anglais (Dolby Digital 5.1, avec sous-titres) - Français (Dolby Digital) - Espagnol (Dolby Digital, avec sous-titres) | - 25 épisodes - 4 disques - Aspect ratio 1.33:1 - Langues : - Anglais (Dolby Digital 5.1, avec sous-titres) - Français (Dolby Digital) - Espagnol (Dolby Digital, avec sous-titres) | - Un souvenir de Matt Groening - Commentaires audio pour chaque épisode - Scènes coupées avec ou sans commentaires - Un monde trop parfait - Le Roi du ring - Le Fils indigne de M. Burns - Un Milhouse pour deux - Le Gros Petit Ami de Lisa - Une crise de Ned - Aux frontières du réel - Pour quelques bretzels de plus - La Montagne en folie - Shary Bobbins - Itchy, Scratchy et Poochie - La Phobie d'Homer - Les Frères ennemis - À bas la baby-sitter ! - Homer, le baron de la bière - L'Amour pédagogique - Un chien de ma chienne - Le Vieil Homme et Lisa - Je crois en Marge - Les Vrais-Faux Simpson - La Guerre secrète de Lisa Simpson - Option linguistique - L'Ennemi d'Homer - Tchèque - Japonais - Allemand - Reportage : The Simpsons House - Animatiques et storyboards des épisodes Simpson Horror Show VII, Je crois en Marge et La Guerre secrète de Lisa Simpson - Galerie de croquis - Spots publicitaires avec Matt Groening |
| Dates de sorties | | | | - Un souvenir de Matt Groening - Commentaires audio pour chaque épisode - Scènes coupées avec ou sans commentaires - Un monde trop parfait - Le Roi du ring - Le Fils indigne de M. Burns - Un Milhouse pour deux - Le Gros Petit Ami de Lisa - Une crise de Ned - Aux frontières du réel - Pour quelques bretzels de plus - La Montagne en folie - Shary Bobbins - Itchy, Scratchy et Poochie - La Phobie d'Homer - Les Frères ennemis - À bas la baby-sitter ! - Homer, le baron de la bière - L'Amour pédagogique - Un chien de ma chienne - Le Vieil Homme et Lisa - Je crois en Marge - Les Vrais-Faux Simpson - La Guerre secrète de Lisa Simpson - Option linguistique - L'Ennemi d'Homer - Tchèque - Japonais - Allemand - Reportage : The Simpsons House - Animatiques et storyboards des épisodes Simpson Horror Show VII, Je crois en Marge et La Guerre secrète de Lisa Simpson - Galerie de croquis - Spots publicitaires avec Matt Groening |
| Région 1 | Région 2 | Région 4 | | - Un souvenir de Matt Groening - Commentaires audio pour chaque épisode - Scènes coupées avec ou sans commentaires - Un monde trop parfait - Le Roi du ring - Le Fils indigne de M. Burns - Un Milhouse pour deux - Le Gros Petit Ami de Lisa - Une crise de Ned - Aux frontières du réel - Pour quelques bretzels de plus - La Montagne en folie - Shary Bobbins - Itchy, Scratchy et Poochie - La Phobie d'Homer - Les Frères ennemis - À bas la baby-sitter ! - Homer, le baron de la bière - L'Amour pédagogique - Un chien de ma chienne - Le Vieil Homme et Lisa - Je crois en Marge - Les Vrais-Faux Simpson - La Guerre secrète de Lisa Simpson - Option linguistique - L'Ennemi d'Homer - Tchèque - Japonais - Allemand - Reportage : The Simpsons House - Animatiques et storyboards des épisodes Simpson Horror Show VII, Je crois en Marge et La Guerre secrète de Lisa Simpson - Galerie de croquis - Spots publicitaires avec Matt Groening |
| 15 août 2006 | 2 octobre 2006 | 27 septembre 2006 | | - Un souvenir de Matt Groening - Commentaires audio pour chaque épisode - Scènes coupées avec ou sans commentaires - Un monde trop parfait - Le Roi du ring - Le Fils indigne de M. Burns - Un Milhouse pour deux - Le Gros Petit Ami de Lisa - Une crise de Ned - Aux frontières du réel - Pour quelques bretzels de plus - La Montagne en folie - Shary Bobbins - Itchy, Scratchy et Poochie - La Phobie d'Homer - Les Frères ennemis - À bas la baby-sitter ! - Homer, le baron de la bière - L'Amour pédagogique - Un chien de ma chienne - Le Vieil Homme et Lisa - Je crois en Marge - Les Vrais-Faux Simpson - La Guerre secrète de Lisa Simpson - Option linguistique - L'Ennemi d'Homer - Tchèque - Japonais - Allemand - Reportage : The Simpsons House - Animatiques et storyboards des épisodes Simpson Horror Show VII, Je crois en Marge et La Guerre secrète de Lisa Simpson - Galerie de croquis - Spots publicitaires avec Matt Groening |